# Logan Browning
Logan Browning (Atlanta, Georgia, 9 de Junho de 1989) é uma atriz e cantora norte-americana, ficou mais conhecida com o papel de Sasha no filme Bratz: The Movie e com o papel de Vanessa na série Manual de Sobrevivência Escolar do Ned. Em 2011 interpretou Rebecca "Awesome" Dawson Em Par de Reis. Também participou da série "The Secret Circle", como Sally.
Atualmente, protagoniza a série original Netflix, Dear White People.